# Green Mountain (Iowa)
Green Mountain es un lugar designado por el censo (en inglés, census-designated place, CDP) ubicado en el condado de Marshall, Iowa, Estados Unidos. Según el censo de 2020, tiene una población de 113 habitantes.

## Geografía
La localidad está ubicada en las coordenadas 42°6′7″N 92°49′11″O / 42.10194, -92.81972. Según la Oficina del Censo de los Estados Unidos, tiene una superficie total de 1.78 km², correspondientes en su totalidad a tierra firme.

## Demografía
Según el censo de 2020, hay 113 personas residiendo en la localidad. La densidad de población es de 63.48 hab./km². El 94.70% son blancos, el 2.65% son de otras razas y el 2.65% son de una mezcla de razas. Del total de la población, el 6.19% son hispanos o latinos de cualquier raza.